# Día Internacional para Contrarrestar el Discurso de Odio
El  Día Internacional para Contrarrestar el Discurso de Odio es una jornada que se celebra el 18 de junio desde 2022, ha sido establecido en 2021 por la Asamblea General de las Naciones Unidas (AGNU).

## Proclamación
El Día Internacional para Contrarrestar el Discurso de Odio fue proclamado por la AGNU  el 21 de julio de 2021. Esta decisión fue motivada por la creciente preocupación sobre la expansión del discurso de odio a nivel mundial, exacerbada por el uso de plataformas digitales que facilitan su difusión.

## Celebración
Este día se celebra anualmente el 18 de junio y la fecha seleccionada, coincide con la presentación de la Estrategia y Plan de Acción de las Naciones Unidas para la lucha contra el Discurso de Odio por el Secretario General António Guterres en 2019. La primera conmemoración tuvo lugar el 20 de junio de 2022, con una reunión informal de alto nivel en la sede de las Naciones Unidas en Nueva York.

## Protocolos por países
- México (122 millones de hablantes nativos)
- Colombia (48 millones de hablantes nativos)
- España (47 millones de hablantes nativos)
- Argentina (43 millones de hablantes nativos)
- Venezuela (33 millones de hablantes nativos)
- Perú (30 millones de hablantes nativos)
- Chile (17 millones de hablantes nativos)
- Guatemala (15 millones de hablantes nativos)
- Ecuador (14 millones de hablantes nativos)
- Cuba (11 millones de hablantes nativos)
- Bolivia (10 millones de hablantes nativos)
- República Dominicana (10 millones de hablantes nativos)
- Honduras (8 millones de hablantes nativos)
- El Salvador (7 millones de hablantes nativos)
- Paraguay (6 millones de hablantes nativos)
- Nicaragua (6 millones de hablantes nativos)
- Costa Rica (5 millones de hablantes nativos)
- Puerto Rico (4 millones de hablantes nativos)
- Panamá (3 millones de hablantes nativos)
- Uruguay (3 millones de hablantes nativos)
- Guinea Ecuatorial (1 millón de hablantes nativos)